# Wilhelm Hoffmann (Theologe)

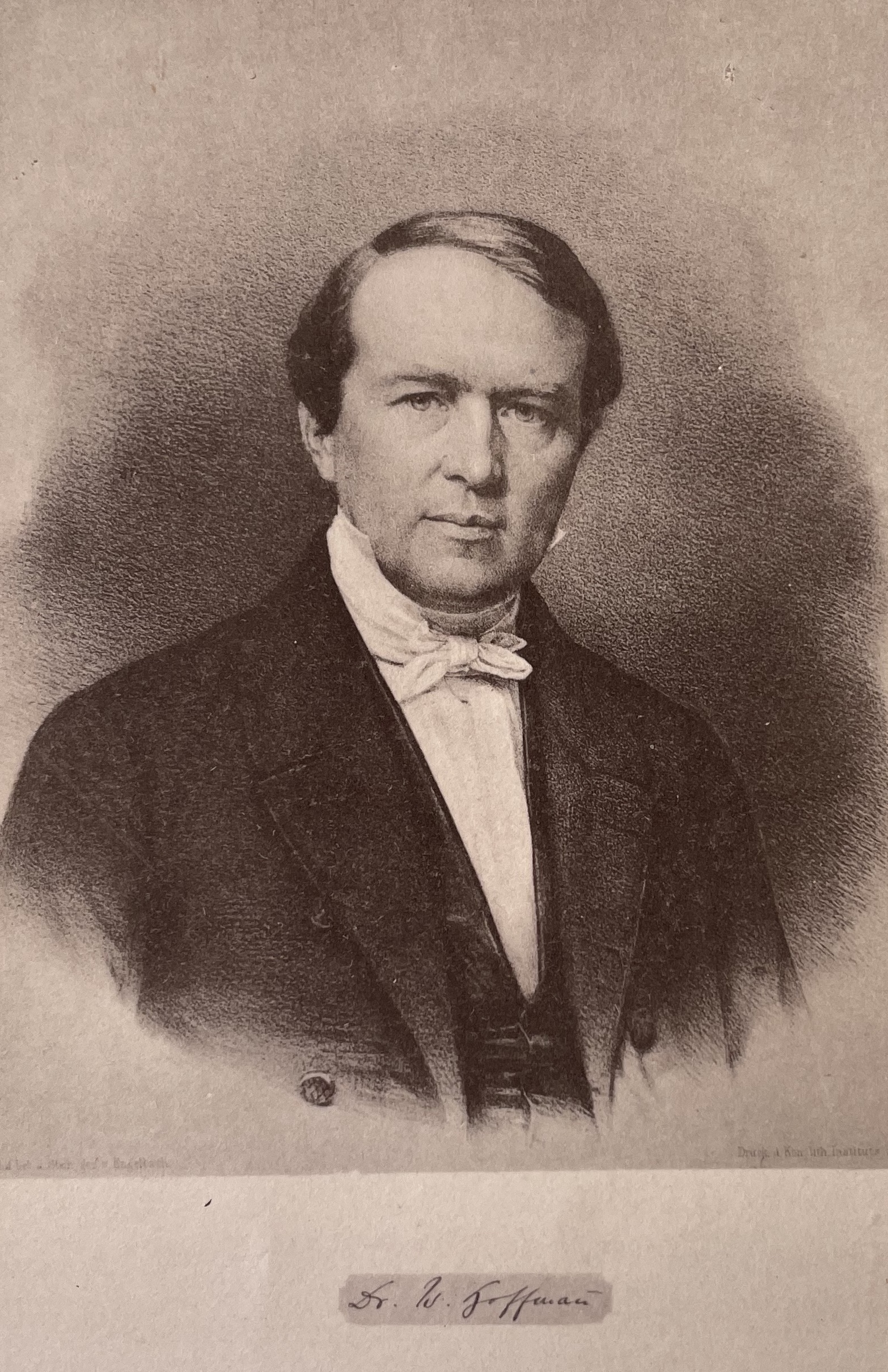
Ludwig Friedrich Wilhelm Hoffmann

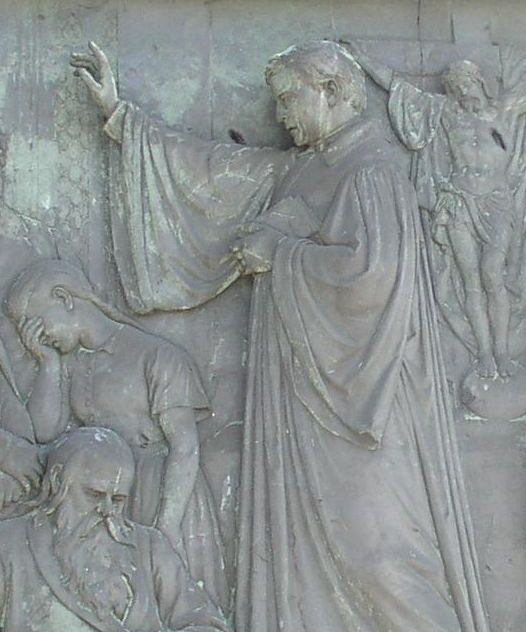
Prediger Hoffmann, von Alexander Calandrelli

Ludwig Friedrich Wilhelm Hoffmann (* 30. Oktober 1806 in Leonberg, Württemberg; † 28. August 1873 in Berlin) war ein deutscher evangelischer Theologe.

## Herkunft
Seine Eltern waren der Politiker Gottlieb Wilhelm Hoffmann (1771–1846) und dessen zweite Ehefrau Friederike Löffler (1779–1810). Der Theologe Christoph Hoffmann war ein Halbbruder aus der dritten Ehe seines Vaters.

## Leben und Wirken
Wilhelm Hoffmanns Vater war Bürgermeister in Leonberg und Pietist. 1819 gründete er die württembergischen Brüdergemeinde Korntal, deren Vorsteher er wurde. Wilhelm besucht das dortige Knabeninstitut nur kurz, bevor er 1820 in das Evangelische Seminar Schönthal eintrat. Dort schloss er Freundschaft mit dem Theologen Christoph Blumhardt. 1824 begann er das Theologiestudium an der Universität Tübingen, wo er im Stift lebte. Zusätzlich beschäftigte er sich mit Naturwissenschaften und Medizin.
Er bekleidete erst verschiedene geistliche Ämter im Württembergischen. Während der ersten Jahre als Hilfsprediger veröffentlichte er ein geographisches Lehrwerk Beschreibung der Erde. Ab 1834 war er Pfarrer in Winnenden und gleichzeitig Seelsorger der Nervenheilanstalt Winnenthal. Von 1839 bis 1850 führte er die Inspektion über die Missionsanstalt zu Basel und hielt seit 1843 zugleich als Professor der Theologie Vorlesungen an der Universität. Er wurde dann als Professor für Altes Testament und Ephorus des Theologischen Stifts nach Tübingen, 1852 als Hof- und Domprediger nach Berlin berufen, wo er seit 1853 auch als Mitglied des Evangelischen Oberkirchenrats der Evangelischen Landeskirche in Preußen, Generalsuperintendent der Kurmark (1853–1873), Oberkonsistorialrat und auch Ephorus des von ihm begründeten Domkandidatenstifts (1854–1873) war. Seit 1855 wirkte er als Brandenburger Domherr, seit 1871 an der Oberpfarr- und Domkirche zu Berlin als erster Hofprediger mit dem Rang eines Geheimrats erster Klasse.
Er genoss in hohem Grade das Vertrauen Friedrich Wilhelms IV. und hatte bis zu seinem Tod vielleicht den größten Einfluss auf die inneren Verhältnisse der protestantischen Kirche.
Als Theologe war er ohne entscheidende Bedeutung. Es rühren von ihm eine Reihe von Schriften über Missionswesen und Missionsgeschichte (Missionsstunden und Vorträge, Stuttgart 1847–1851) und mehrere Sammlungen von Predigten her. Am 21. Januar 1853 gründete er mit anderen den Jerusalemsverein, der Samuel Gobats Wirken als Bischof des anglo-preußischen Bistums Jerusalem unterstützen sollte, und dem er bis zu seinem Tode vorstand.
Hoffmanns jüngerer Bruder Christoph hatte mit anderen die Tempelgesellschaft gegründet, eine christliche Gruppe, die sich von der Evangelischen Landeskirche in Württemberg losgesagt hatte und dann ins Heilige Land ausgewandert war. Während württembergische Lutheraner die Templer als Abtrünnige betrachteten, war Wilhelm Hoffmanns Haltung milder und er unterstützte ihre Siedlungstätigkeit.
Hoffmann kämpfte gegen die Erstarrung des religiösen Lebens und die Verweltlichung des Staates. Seine Stärke waren seine Predigten und seine Menschenführung, durch die er werbend und mahnend die christlichen Maximen verfocht.
Sein Grab befindet sich auf dem Domfriedhof in der Berliner Liesenstraße. Sein Leben beschrieb sein Sohn Carl (auch Karl) Hoffmann (1836–1903). Dieser hatte 1866–1869 im Auftrag des Jerusalemsvereins als Licenciat die Seelsorge der Evangelischen Gemeinde deutscher Sprache zu Jerusalem übernommen.

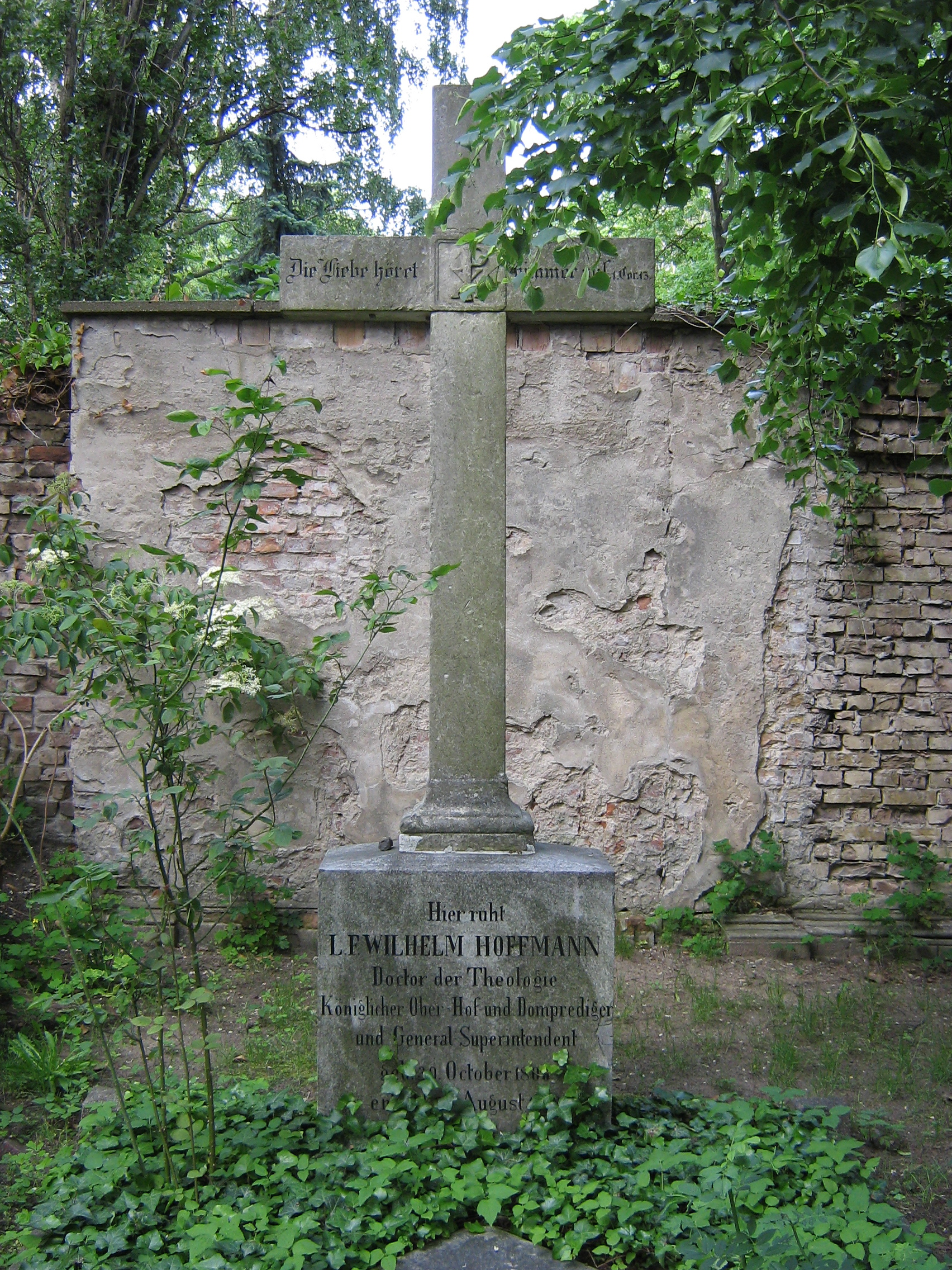
Hoffmanns Grab auf dem evangelischen Domfriedhof I in Berlin, Liesenstraße

## Familie
Wilhelm Hoffmann heiratete 1834 in Winnenden Wilhelmine Beck (1809–1847), eine Tochter des Tübinger Bäckermeisters G. W. Beck. Das Paar hatte vier Kinder, darunter:
- Wilhelm (* 17. Juni 1835; † 8. Juni 1900), Gymnasialprofessor in Berlin und Altphilologe
- Carl (* 27. August 1836; † 19. September 1903), 1866 bis 1869 Pfarrer in Jerusalem, dann Superintendent in Frauendorf bei Stettin

Nach dem Tod seiner ersten Frau heiratete er 1849 Sofie von Stoffregen (1829–1850), eine Tochter des russischen Staatsrates und Mitglieds der russischen Gesandtschaft in Stuttgart August von Stoffregen (1795–1884). Sie starb kurz nach der Geburt des einzigen Kindes, das ebenfalls nicht überlebte.
Danach heiratete er 1852 in Podangen Clara von Kanitz (1819–1862), eine Tochter des Generalleutnants und Kriegsministers Graf August von Kanitz (1783–1852) und der Gräfin Luise von der Schulenburg. Das Paar hatte zwei Kinder.
Seine vierte und letzte Frau wurde 1864 in Amsterdam Pauline von Görlitz (1829–1913); diese war eine Stiefschwester seiner zweiten Ehefrau und Tochter des württembergischen Hofstallmeister Grafen Karl von Görlitz (1798–1832), dem Hoffmanns Vater 1819 das Rittergut Kornthal abgekauft hatte, und dessen Ehefrau Gräfin Mathilde von Zeppelin, einer Tochter des Diplomaten Ferdinand Ludwig von Zeppelin. Mit ihr hatte er weitere drei Kinder, darunter:
- Konrad (1867–1959), Prälat in Stuttgart

## Werke
- mit Friedrich Heim: Die großen Propheten Jesaja, Jeremia, Hesekiel, Daniel erbaulich ausgelegt nach den Schriften der Reformatoren, Stuttgart 1839
- Ruf zum Herrn. Berlin 1854–58
- Die Haustafel. Berlin 1859–63
- Ein Jahr der Gnade, Berlin 1864
- Deutschland einst und jetzt im Lichte des Reiches Gottes. Berlin 1868
- Deutschland und Europa im Lichte der Weltgeschichte. Berlin 1869